# ベスプリム
ベスプリム （Bezprym、986/987年 - 1032年）は、ポーランド王。

## 生涯
ボレスワフ1世フローブリと、2度目の妃であるマジャル人族長の娘（氏名不詳）との間の長子として生まれた。ミェシュコ2世ランベルトとオットは異母弟にあたる。ベスプリムはその名前から察せられるに、歓迎されなかった子供と推測されている。ベスプリムの生母は彼を生んでまもなくしてボレスワフ1世と離婚していた。また、ボレスワフ、ミェシュコ、カジミェシュといったピャスト家に多い名前ではなく、ベスプリムという名前は平民の名前であった。1003年頃、彼は父王によって聖職者になるべくイタリアの修道院へ送り込まれた。スラヴ人の伝統として、家長たる父親は資産を息子たちに分け与えるのが常であったが、王国は分割されず、王位はベスプリムの異母弟ミェシュコが継承した。
長子として王位を請求できる立場にあるベスプリムは、キエフ大公国へ亡命。1031年、彼はヤロスラフ1世・ローマ皇帝コンラート2世の支援を受けて、ポーランドへ侵攻した。ミェシュコ2世はボヘミアへ逃れた。ベスプリムは、ポーランド王の宝冠など王家の宝石をローマ皇帝へ譲り渡して親政を開始した。しかし彼の支配はごく短期間で終わる。舞い戻ったミェシュコ2世が復位し、ベスプリムは殺害された。